# وودلند هیلز (لس آنجلس)
وودلند هیلز، لس آنجلس (به انگلیسی: Woodland Hills, Los Angeles) یک شهرک در ایالات متحده آمریکا است که در شهرستان لس‌آنجلس، کالیفرنیا واقع شده‌است.

## تاریخچه
این منطقه حدود ۸۰۰۰ سال توسط بومیان آمریکایی از قبایل فرناندنیو-تاتاویام و چوماش ونترانو که در حال حاضر در کوه های سانتا مونیکا و تپه های سیمی و نزدیک به شاخه Arroyo Calabasas (کَلَبَسِس کریک) از رودخانه لس آنجلس زندگی می کردند.   اولین اروپایی‌هایی که وارد دره سان فرناندو شدند، اکسپدیشن پورتولا در سال ۱۷۶۹ بود که در آلتا کالیفرنیا برای مأموریت‌ها و مکان‌های اسکان اسپانیایی با دیدن آن از گذرگاه سپلودا امروزی پیدا کردند، ساوانای بلوط الهام بخش آنها شد تا این منطقه را ال واله د سانتا کاتالینا د بونونیا د لوس انسینوس ( El Valle de Santa Catalina de Bononia de Los Encinos)  (دره سنت کاترین از Bononia of the Oaks) بنامند.  ماموریت سان فرناندو ری د اسپانیا (ماموریت سن فرناندو) در سال ۱۷۹۷ تأسیس شد و زمین های دره، از جمله تپه های وودلند آینده را کنترل می کرد. 
مالکیت نیمه جنوبی دره، در جنوب بلوار روسکوی کنونی از دریاچه تولوکا تا وودلند هیلز، توسط آمریکایی ها در دهه ۱۸۶۰ آغاز شد، ابتدا در سال ۱۸۶۹ ایزاک لانکرشیم (به عنوان "انجمن خانه مزرعه سان فرناندو") ثبت کرد ، سپس ایزاک لانکرشیم. پسر، جیمز بون لنکرشیم ، و آیزاک نیوتن ون نویز در سال ۱۸۷۳ (به عنوان "شرکت مزرعه و فرز لس آنجلس") تغییر داد ،  و در نهایت در سال ۱۹۱۰ "بزرگترین معامله زمینی که تا به حال در شهرستان لس آنجلس ثبت شده" یک سندیکا به رهبری هری چندلر از لس آنجلس تایمز با هوبارت جانستون ویتلی ، ژنرال موزس شرمن ، و دیگران (به عنوان شرکت خانه های حومه لس آنجلس) انجام شد. 
ویکتور ژیرارد کلینبرگر ۲٬۸۸۶ جریب فرنگی (۱٬۱۶۸ هکتار) در منطقه از گروه چندلر خرید. و شهر جیرارد را در سال ۱۹۲۲ تأسیس کرد  او با ایجاد زیرساخت، تبلیغات در روزنامه ها و کاشت ۱۲۰۰۰۰ درخت به دنبال جذب ساکنان و مشاغل بود.  ۳۰۰ درخت فلفل او به حالت یک سایبان بر فراز خیابان کانوگا بین بلوار ونتورا و خیابان سالتیلو تشکیل دادند که در سال ۱۹۷۲ به یادبود تاریخی-فرهنگی شماره 93 لس آنجلس تبدیل شد  جامعه جیرارد سرانجام در لس آنجلس گنجانده شد و در سال ۱۹۴۵ به عنوان وودلند هیلز شناخته شد.  اشاره به تأسیس جیرارد بخشی از قوس داستانی در فصل اول پری میسون (۲۰۲۰) است.